# Реп'ях Станіслав Панасович
Станісла́в Пана́сович Реп'я́х (14 травня 1938, Глухів —29 червня 2012, Чернігів) — український поет, прозаїк, публіцист, громадський діяч, літературний критик, перекладач, журналіст. Заслужений працівник культури України та Чуваської АРСР.

## Біографія
Реп'ях Станіслав Панасович народився 14 травня 1938 року в Глухові Сумської області, а дитинство провів у с. Макіївка Носівського району Чернігівської області, яке було рідним селом його батьків. Станіслав був обдарованою дитиною. Г. Арсенич-Баран писала, що він «грав на баяні[а], чудово співав, пробував віршувати». Хлопець мріяв про військову службу, захоплювався футболом, багато читав, цікавився німецькою мовою, історією. З 1956 року Станіслав почав дописувати в Лосинівську районну газету «Ударний труд». Одне з його оповідань перемогло в конкурсі для письменників-початківців, який організувала газета.
1957 року газета «Деснянська правда» опублікувала перші вірші С. Реп'яха. Того ж року він став студентом філологічного факультету Вінницького державного педагогічного інституту ім. М. Островського. Після третього курсу перевівся на заочне відділення. Він працював коректором обласної молодіжної газети, а також на посаді методиста з клубної роботи у Вінницькому Будинку народної творчості. Тут же познайомився зі своєю майбутньою дружиною Тамарою Майданюк.
У 1960 році у журналі «Жовтень» було опубліковано вірш Реп'яха «Картина», а трохи згодом з'явилася перша добірка поезій хлопця у газеті «Ленінське плем'я». Переднє слово до неї написав Євген Гуцало.
Улітку 1961 року Станіслав переїхав до Чернігова і почав працювати у редакції обласної молодіжної газети «Комсомолець Чернігівщини». Там він писав статті, нариси, а також вивчав життя Чернігівської області і займався власною художньою творчістю. Серед чернігівських письменників товаришував із такими як Кузьма Журба, Дмитро Куровський, Вілій Москалець, Павло Сердюк, Микола Турківський, Микола Слав'ятинський. 1962 року закінчив навчання, а вже 1963 року став літературним працівником редакції газети «Деснянська правда», де пропрацював понад 7 років. Того ж року був у Києві, зустрічався із Олесем Гончарем, Платоном Вороньком, а згодом із Павлом Тичиною.
1964 року вийшла книга нарисів «Незвичайне відрядження», написана спільно з В. Савченком. 1965 року вийшла перша збірка його віршів «Твоїм іменем», а потім — ще кілька збірок його творів. Микола Руденко написав, що Станіслав Реп'ях — «справжній поет». В. Ярець писав про С. Реп'яха:

| «Закоханий у придеснянський край, у чернігівське Полісся, поет прагне невимушено, без надмірної риторики й мудрування спаяти відчуття й розуміння сьогоднішнього дня з досвідом попередників, сполучаючи малюнки сучасності з глибокими шарами національної культури, з особливостями традицій предків, з їх вірою в невмирущість самого життя»[5] |
Станіслав Реп'ях став членом Спілки письменників у березні 1970 року. До Спілки письменників його рекомендували Євген Гуцало, Володимир П'янов та Олександр Підсуха.
У грудні 1976 року С. Реп'ях очолив Чернігівську обласну організацію Національної спілки письменників України. З 1999 по 2000 рр. працював у газеті «Чернігівський вісник» і на обласному радіо. Також він був членом правління Літфонду СРСР, згодом — членом Ради Національної спілки письменників України.
Станіслав Реп'ях помер у Чернігові 29 червня 2012 року, після тяжкої хвороби.

## Творчість
Станіслав Реп'ях є автором збірок поетичних творів: «Твоїм іменем» (1965), «Барви» (1967), «Листя» (1969), «Многокутник» (1972), «Творці добра» (1977), «Синівське» (1985), «Вербна дорога» (1990), «Добриня» (1990), «Чиїсь голоси у мені» (1991); документальних повістей «Глибока борозна» (1980), «Провісник сонця» (1990), «Тарасові сліди. Марево» (1992) та інші.
1996 року було видано двотомник творів письменника, до якого ввійшли художні твори й переклади.
Вітер збиткує,

вітер сьогодні в ударі —

бенкетує, розгулює,

втративши совість.

Та якби не гнулись дерева,

якби не тікали хмари —

вітру не видно було б зовсім.
Станіслав Реп'ях[б]
1966 року у США було видано двотомник поезії «шістдесятників» — «Шістдесят поетів шістдесятих років». Упорядник, Богдан Кравців, у передмові до першого тому писав про перспективність та гостроту творів Станіслава Реп'яха, а до другого тому включив його вірші.
Понад 100 пісень написано на вірші С. Реп'яха. Серед композиторів були Б. Буєвський, О. Білаш, О. Яковчук, М. Осадчий, О. Красотов, М. Збарацький, П. Зуб, С. Зажитько, С. Терлецький та багато інших. Пісні виконувалися такими співаками як: М. Кондратюк, Р. Кириченко[в], А. Кудлай, В. Бокач, Т. Олійник та багато інших.
«Укртелефільм» зняв документальну кінострічку «Люди і долі» за його сценарієм у співавторстві з В. Фоменком.
Також він писав статті й нариси про А. Олійника, К. Журбу, Л. Тереховича та інших.
Твори Станіслава Реп'яха перекладені на дванадцять мов. Його творчість перекладали: Н. Гілевич, О. Писін, Т. Мельченко, В. Ярець (білоруською мовою); Л. Васильєва, Ю. Поройков, В. Паригін, М. Іванін, С. Кузькін (російською); З. Іванов (болгарською); Ю. Семендер, П. Афанасьєв, О. Галкін, Г. Орлов (чуваською); Л. Міріджанян (вірменською) та багато інших. Сам Станіслав Панасович перекладав твори з російської, білоруської, болгарської, чуваської, грузинської, німецької та інших літератур.

## Відзнаки
Письменницька та журналістська діяльність Станіслава Реп'яха була відзначена:
- Міжнародною літературною премією імені Григорія Сковороди «Сад Божественних пісень»[26],
- Літературною премією імені Володимира Сосюри[27],
- чуваською премією імені Михайла Сеспеля,
- міждержавною російською премією імені Бояна,
- обласними преміями імені Михайла Коцюбинського та імені Василя Блакитного, премією «Тріумф» ім. Миколи Гоголя[28].

Станіслав Реп'ях був нагороджений грамотою Верховної Ради УРСР, орденом «Знак пошани», Почесною Грамотою Президії Верховної Ради Чуваської АРСР.

## Пам'ять
Презентація книги спогадів сучасників про Станіслава Реп'яха відбулася 21 грудня 2018 у літературно-меморіальному музеї-заповіднику М. Коцюбинського. Ідеологом створення видання «Йому ще жити й жити у серцях» став Ігор Коцюбинський. Книга надрукована у видавництві «Десна поліграф». Її тираж 70 примірників.

## Виноски
1. 1 2  Станіслав Панасович Реп'ях: Біобібліогр. покажч / Скл. І. Каганова, Л. Студьонова; Відп. за вип. П. Грищенко. — Чернігів, 2008. — 25 с.
2. 1 2 3 4  Арсенич-Баран Г. Добре поліття Станіслава Реп'яха [Текст] // Сіверянський літопис : Всеукраїнський науковий журнал. — 2008. — Вип. 3. — С. 205 —207.
3. ↑  Помер письменник Станіслав Реп'ях, Буквоїд, 29.06.2012
4. ↑  НЕЗВИЧАЙНЕ відрядження: [Докум. нарис про мол. будівельників Чернігів. об'єднання «Хімволокно»]. — К.: Молодь, 1964. — 85 с.: іл. Співавт.: В. Савченко.
5. ↑  ЯРЕЦЬ В. Від землі і людей : (До 50-річчя з дня народження Станіслава Реп'яха) //Укр. мова і літ. в шк. — 1988. — №5. — С.64 —66.
6. ↑  Поет Станіслав Панасович Реп'ях відійшов у вічність. www.newvv.net. 29 червня 2012. Архів оригіналу за 12 липня 2013. Процитовано 2 січня 2013.
7. ↑  Твоїм іменем: Поезії. — К.: Молодь, 1965. — 75с
8. ↑  Барви: Поезії. — К.: Рад. письменник, 1967. — 85с.
9. ↑  Листя: Вірші. — К.: Рад. письменник, 1969. — 79с.
10. ↑  Многокутник: Поезії. — К.: Молодь, 1972. — 56с.
11. ↑  Творці добра: Поезії.- К.: Рад. письменник, 1977.- 95с.
12. ↑  Синівське: Поезії.- К.: Рад. письменник,1985.- 118с.
13. ↑  Вербная дорога: Стихи / Пер. с укр. Ю. Поройкова — М.: Сов. писатель, 1989. — 128 с.: 1 л. портр.
14. ↑  Добриня: Поезії. — К.: Рад. письменник, 1990. — 111с.
15. ↑  Чиїсь голоси у мені: Поезії. — Чернігів, 1991. — 93с.
16. ↑  Глибока борозна: Докум. повість. — К.: Політвидав України, 1980. — 112с.
17. ↑  Провісник сонця: Докум. повість. — К.: Веселка, 1990. — 60с.
18. ↑  Тарасові сліди. Марево: Докум. повісті-есеї. — Чернігів, 1992. — 135с.
19. ↑  Твори: Т.1. Поезії. — К.: Логос, 1996. — 435с.
20. ↑  Твори: Т.2. Вибрані переклади. — К.: Логос, 1997. — 420с.
21. ↑  Шістдесят поетів шістдесятих років [Текст]. — Нью-Йорк: Пролог, 1967. — 299 с.
22. ↑  Голуба колиска: Пісні. — К.: Муз. Україна, 1989. — 64с.
23. ↑  А завтра ліс — і день…: (Анатоль Олійник [1902-1936]) [призабутий укр. поет, уродженець Борзни]. — Чернігів, 2002. — 32 с.: іл., ноти. — (Сер. «Портр. земляків»)
24. ↑  Був щасливою людиною: (Кузьма Журба [1922-1982]) [відомий укр. поет, уродженець Хрещатого Козелец. р-ну]. — Чернігів, 2002. — 32 с. — (Сер. «Портр. земляків»)
25. ↑  Станіслав Реп'ях. Бережімо друзів // Всесвіт. — 2008. — #5-6 // переклади віршів чуваських класиків та провідних чуваських поетів
26. ↑  Лауреати Міжнародної української премії ім. Г. С. Сковороди [за 1995 рік] //Літ. Україна. — 1996. — 18січ. — С.2. Серед ін. — С. Реп'ях.
27. ↑  Лауреат премії імені Володимира Сосюри [С. П. Реп'ях] //Літ. Україна. — 1989. — 5січ. — С.2.
28. ↑  Дзюба С. Визначено лауреатів міжнародної літературної премії «Триумф» за 2001 р. //Літ. Україна. — 2001. — 5квіт. — С.2. Серед інших — С. Реп'ях.
29. ↑  Спогади про Станіслава Реп’яха. Новий Чернігів. 21 грудня 2018. Архів оригіналу за 3 січня 2019.
30. ↑  Тетяна Матюшкіна (12 травня 2008). Шістдесятник? Так! (До 70-річчя Станіслава Реп'яха). http://siver.com.ua. Архів оригіналу за 12 липня 2013. Процитовано 2 січня 2013. {{cite web}}: Зовнішнє посилання в |publisher= (довідка)